# Eiichi Sekiguchi
Eiichi Sekiguchi (関口 栄一; n. Gunma, 18 de julio de 1980), a veces transcrito como Eichi Sekiguchi, es un gimnasta artístico japonés, medallista mundial de bronce en el concurso por equipos.

## 2006
En el Mundial celebrado en Aarhus (Dinamarca) consiguió el bronce en el concurso por equipos, tras China (oro) y Rusia (plata), siendo sus compañeros de equipo: Hisashi Mizutori, Takuya Nakase, Takehito Mori, Hiroyuki Tomita y Naoya Tsukahara.